# 奇石脂鯉
奇石脂鯉，為輻鰭魚綱脂鯉目脂鯉亞目脂鯉科的其中一個種。分布於南美洲奧里諾科河及哥倫比亞、委內瑞拉沿岸淡水流域，體長可達6公分，棲息在底中層水域，生活習性不明，可做為觀賞魚。